# Noche del 4 de agosto de 1789

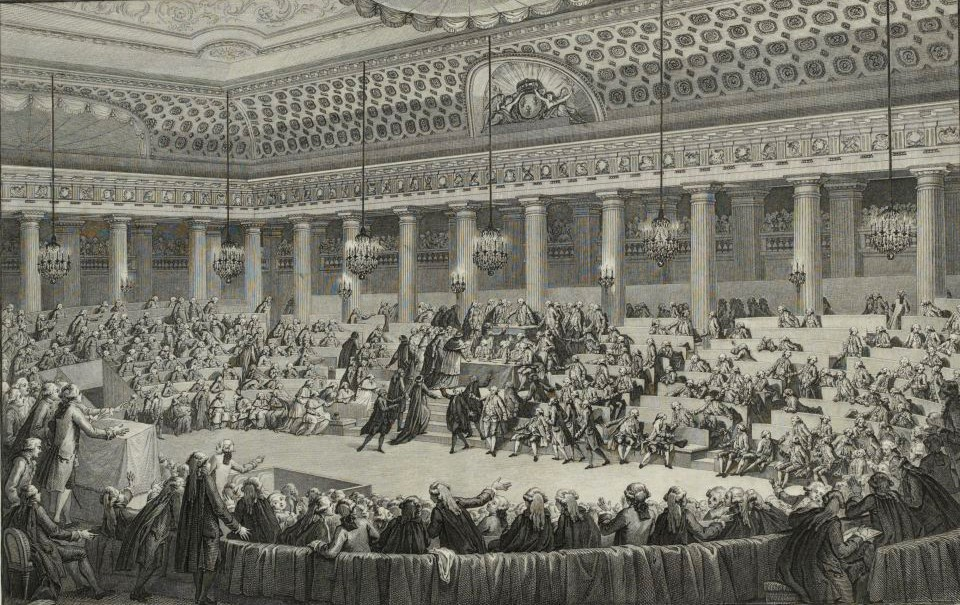
Noche del 4 de agosto de 1789 en la sala del hotel de los Menus-Plaisirs, Versalles. (Museo de la Revolución francesa)

La noche del 4 de agosto de 1789 es una sesión de la Asamblea Constituyente francesa durante la cual es abolido el sistema feudal en Francia. Es una de las fechas fundamentales de la Revolución francesa, ya que supone la abolición de los derechos y privilegios de los primeros estamentos, nobleza y clero, de las ciudades, provincias y corporaciones. Fue la consecuencia directa de la insurrección campesina conocida como Gran Miedo, que se extendió por la mayor parte de Francia a finales de julio de 1789.

## Contexto
Los acontecimientos parlamentarios parisinos del inicio de la Revolución (mayo-julio de 1789) estaban seguidos de cerca en las provincias francesas donde tuvieron un fuerte impacto. La toma de la Bastilla del 14 de julio de 1789, en particular, aceleró una ola de levantamientos en las ciudades que había empezado desde primeros de julio. Ahí donde no existía una corporación que representara las distintas capas sociales, se instauraban nuevas instituciones municipales y se eliminaban los antiguos funcionarios reales. Si bien esta revolución municipal adoptó formas distintas según las regiones, los efectos fueron siempre los mismos: el poder real y la centralización desaparecieron, los intendentes abandonaron sus puestos y ya no se recaudaban los impuestos.
La jornada del 14 de julio fue también decisiva en el mundo rural donde las estructuras feudales seguían en pie y el campesinado todavía esperaba la satisfacción de sus reivindicaciones. Varias regiones ya se habían visto sacudidas por diversas revueltas a lo largo de la primavera de 1789 y la revolución campesina amenazaba. La crisis económica había aumentado el número de miserables y de vagabundos, y con ellos la inseguridad. El miedo a los salteadores y a bandidos imaginarios hizo que los campesinos se armaran, mientras crecían los rumores de un complot aristocrático según el cual los nobles reclutarían a bandidos para que arruinaran las cosechas. Esta psicosis colectiva, que la historiografía llama Gran Miedo o Gran Pánico, se extendió por casi toda Francia a partir del 20 de julio de 1789, si bien casi no afectó a Bretaña, el oeste de Aquitania, Lorena ni Alsacia. Pronto se convirtió en insurrección agraria y se volvió contra la nobleza señorial. Los campesinos asaltaban los castillos donde los señores conservaban los «libros terriers» –unos registros donde estaban consignadas las escrituras de los derechos y de la percepción de las rentas señoriales— para quemarlos. Se organizaron y crearon comités campesinos y milicias en los pueblos.
El levantamiento campesino no afectaba solamente los intereses de la nobleza, sino también los de la burguesía que había adquirido señoríos y percibía rentas de sus tierras. Sin póderes públicos ni autoridad a los que recurrir, en un primer tiempo los comités recién creados en los municipios encargaron a la Guardia Nacional la defensa de los derechos y de las propiedades de los nobles y de los burgueses, y los enfrentamientos con las bandas de campesinos fueron a menudo sangrientos. En París, la Asamblea permanecía impotente ante la duda de si reprimir la insurrección por la fuerza, y crear así una brecha insalvable con el campesinado, o hacer concesiones. Los parlamentarios de la burguesía y de la nobleza liberal optaron por esta última solución.

## La noche del 4 de agosto
Los diputados reunidos en Versalles estaban divididos sobre las medidas a adoptar para restablecer el orden, y el 3 de agosto de 1789 los debates en la asamblea nacional se centraron en la posibilidad de reprimir la revuelta por la fuerza. El 4 de agosto se interrumpieron los debates sobre la elaboración de la Constitución y su preámbulo, la Declaración de los Derechos del Hombre y del Ciudadano, y el abogado Guy Jean Baptiste Target presentó una moción en la que afirmaba que las leyes del Antiguo Régimen seguían vigentes mientras no quedaban derogadas por la Asamblea, y que por lo tanto era necesario seguir recaudando los impuestos.
Por la noche, los miembros del Club bretón se reunieron, dispuestos a hacer concesiones. Encargaron al duque de Aiguillon, uno de los mayores terratenientes de Francia, que defendiera ante los diputados una solución que pudiera mantener la alianza lograda en los acontecimientos de junio de 1789 entre el Tercer Estado, la nobleza liberal y el bajo clero. Tomó primero la palabra el vizconde de Noailles, miembro de la rama menor de una familia noble arruinada, para pedir la supresión de los derechos feudales. Le siguió el duque de Aiguillon, quien propuso la igualdad ante el impuesto, la abolición de las servidumbres y la desamortización de los derechos feudales y señoriales.